# Zwota
Zwota là một đô thị thuộc huyện Vogtland, bang Sachsen, Đức. Đô thị Zwota có diện tích 21,84 km², dân số thời điểm ngày 31 tháng 12 năm 2006 là 1497 người.